# シャムスッディーン・カユーマルス
シャムスッディーン・カユーマルス（Shamsuddin Kayumars, 1287年 - 1290年?）は、北インドのデリー・スルターン朝、奴隷王朝の第11代（最後）君主（在位：1290年）。

## 生涯
1290年、父ムイズッディーン・カイクバードが貴族らに退位させられると、ハーレムにいたその3歳の息子であるカユーマルスが「シャムスッディーン」の尊称（ラカブ）の下に即位した。貴族らはすぐさまその名を刻んだ貨幣を鋳造して、当時勢力を伸ばしていたハルジー族の族長ジャラールッディーン・ハルジーに対抗しようとし、王朝の存続を試みた。
しかし、同年にジャラールッディーンはデリーの宮殿を先制攻撃し、カユーマルスは捕えられ、すでに病床にあった父カイクバードも殺された。これをもって、奴隷王朝はその終焉を迎え、新たにハルジー朝を創始された。
カユーマルスがその後どうなったのかは不明であるが、のちの記録にその名が見えないことから、恐らく父とともに殺害されたと考えられる。